# Президентские выборы в Зимбабве (2018)
Парламентские и президентские выборы 2018 года в Зимбабве прошли 30 июля. На первых президентских выборах в стране после отстранения от власти Роберта Мугабе, возглавлявшего её на протяжении 30 лет, победил Эммерсон Мнангагва, кандидат от правящей партии ЗАНС-ПФ, с 50,8 % голосов. Основной кандидат от оппозиции, Нельсон Чамиза, отказался признать официальные результаты, обвинив избирательную комиссию в подтасовках, и обратился в Конституционный суд Зимбабве, однако этот орган подтвердил официальные результаты.

## Предвыборная обстановка
Регистрация избирателей в преддверии предстоящих выборов началась в сентябре 2017 года — согласно Сети поддержки выборов в Зимбабве (англ. Zimbabwe Election Support Network, ZESN), в целях улучшения качества списков избирателей путём точной фиксации их данных.
Ещё в 2016 году президент Роберт Мугабе заявлял, что намерен баллотироваться на новый срок в 2018 году в качестве кандидата от ЗАНС-ПФ, несмотря на то, что во время выборов ему будет 94 года. Однако в ноябре 2017 года, в условиях обострившегося конфликта между женой президента, Грейс Мугабе, и вице-президентом Эммерсоном Мнангагвой Мугабе отправил последнего в отставку, что привело к вмешательству армии и силовому отстранению Мугабе от власти. 21 ноября он официально подал в отставку, а Мнангагва занял его место.
Несмотря на досрочную отставку Мугабе, планы по проведению всеобщих выборов в 2018 году оставались в силе. Дата выборов — 30 июля 2018 года — была оглашена Мнангагвой, действующим президентом Зимбабве, 30 мая того же года. На выборы в этой стране впервые с 2002 года были допущены иностранные наблюдатели. Если бы ни один кандидат в президенты не набрал абсолютного большинства голосов в первом туре голосования, второй тур должен был состояться 8 сентября .
Избирательная комиссия Зимбабве до последнего момента отказывалась обнародовать полные списки избирателей, пока 28 июля ей не было предписано это сделать решением Верховного суда. Политика избирательной комиссии, а также действия полиции, препятствовавшей проведению митингов оппозиции, вызывали обвинения в предвзятости и поддержке правящего режима и даже угрозы оппозиционных партий бойкотировать выборы, однако в итоге эти угрозы были дезавуированы. Европейские наблюдатели отмечали, что хотя выборы проходят в более спокойной обстановке, чем в прошлом, кандидаты поставлены в неравные условия из-за злоупотребления властными ресурсами и политически ангажированной прессы, а также что имеются случаи запугивания избирателей.
В воскресенье 29 июля, накануне выборов, Роберт Мугабе, несмотря на лишение поста президента пользующийся популярностью у большой части населения страны, впервые сделал политическое заявление перед журналистами. Он объявил, что «не может» голосовать за людей, ответственных за его отстранение от власти, к которым отнёс и Мнангагву, и сделает выбор между остальными кандидатами.

## Кандидаты
20 октября 2017 года Коалиция демократов, образованная из девяти политических партий, выдвинула лидера Элтона Мангому в качестве кандидата на президентских выборах.
19 ноября, ещё до официальной отставки Мугабе, правящая партия ЗАНС-ПФ выдвинула кандидатом на пост президента на выборах 2018 года Эммерсона Мнангагву.
Многолетний лидер оппозиции и бывший премьер-министр, глава партии Движение за демократические перемены Морган Цвангираи не дожил до выборов 2018 года, скончавшись в феврале от колоректального рака. Кандидатом в президенты от Альянса ДДП стал Нельсон Чамиза — первый руководитель молодёжной организации партии после её основания в 1999 году.
Джойс Муджуру, ранее занимавшая пост первого вице-президента страны (до исключения из ЗАНС-ПФ в 2014 году), и бывший заместитель премьер-министра Токозани Хупе, которая возглавляет фракцию, отколовшуюся от Движения за демократические перемены после конфликта с Чамизой, также были зарегистрированы в качестве кандидатов. В общей сложности в президентских выборах принимали участие 23 кандидата от разных партий и объединений.

## Опросы общественного мнения и явка
Хотя в Зимбабве нет устоявшейся системы предвыборных опросов общественного мнения, перед выборами 2018 года несколько таких опросов было проведено. Опрос организации Afrobarometer, проводившийся с 28 апреля по 13 мая, показывал отрыв в 11 % в пользу кандидата от правящей партии Эммерсона Мнангагвы. В первой декаде июня во втором по населению городе страны, Булавайо, неофициальный опрос проводил Институт мнения широкой публики; согласно результатам этого опроса, Мнангагва также опережал ведущего кандидата от оппозиции, Нельсона Чамизу, на 11 % (42 % ответивших против 31 %, при 25 % отказавшихся указать кандидата, за которого будут голосовать). Репрезентативный национальный опрос, проводившийся с 25 июня по 6 июля и охвативший 2400 респондентов, указывал на усиление борьбы — отрыв кандидата от правящей партии составил согласно ему только 3 процента (при пределе погрешности 2 %).
Правом голоса по состоянию на дату выборов обладали примерно 5,4 миллиона жителей Зимбабве. Ещё до закрытия участков избирательная комиссия Зимбабве сообщала, что из этого числа проголосовали примерно 70 %; позже процент проголосовавших поднялся до 75; многим избирателям для того, чтобы воспользоваться своим правом голоса, пришлось выстоять длинную очередь.

## Результаты
| Кандидат                                                            | Кандидат              | Партия                                                              | Голоса    | %    |
| ------------------------------------------------------------------- | --------------------- | ------------------------------------------------------------------- | --------- | ---- |
|                                                                     | Эммерсон Мнангагва    | ЗАНС-ПФ                                                             | 2 460 463 | 50,8 |
|                                                                     | Нельсон Чамиза        | Альянс ДДП                                                          | 2 147 436 | 44,3 |
|                                                                     | Токозани Хупе         | ДДП — Цвангираи                                                     | 45 573    | 0,9  |
|                                                                     | Джозеф Макамба Буша   | Конгресс FreeZim                                                    | 17 566    | 0,4  |
|                                                                     | Нкосана Мойо          | Альянс за народную повестку дня                                     | 15 223    | 0,3  |
|                                                                     | Эваристо Чиканга      | Партия восстановления Зимбабве                                      | 13 141    | 0,3  |
|                                                                     | Джойс Муджуру         | Народная радужная коалиция                                          | 12 878    | 0,3  |
|                                                                     | Хлабангана Кванеле    | Республиканская партия                                              | 9449      | 0,2  |
|                                                                     | Блиссинг Касиимахуру  | Партнерство Зимбабве в интересах процветания                        | 7022      | 0,1  |
|                                                                     | Уильям Мугадза        | Вефиль Христианская партия                                          | 5809      | 0,1  |
|                                                                     | Дивин Мхамби          | Национальный альянс патриотических и демократических республиканцев | 4980      | 0,1  |
|                                                                     | Питер Уилсон          | Демократическая оппозиционная партия                                | 4898      | 0,1  |
|                                                                     | Питер Муньяндури      | Новый патриотический фронт                                          | 4529      | 0,1  |
|                                                                     | Амброуз Мутинхири     | Национальный патриотический фронт                                   | 4107      | 0,1  |
|                                                                     | Даниэль Шумба         | Объединенный демократический союз                                   | 3907      | 0,1  |
|                                                                     | Питер Гава            | Объединенный демократический фронт                                  | 2866      | 0,1  |
|                                                                     | Брайан Метки          | Самовыдвиженец                                                      | 2747      | 0,1  |
|                                                                     | Ловмор Мадхуку        | Национальная конституционная ассамблея                              | 2738      | 0,1  |
|                                                                     | Ной Нгони Маньика     | Альянс строителей Зимбабве                                          | 2678      | 0,1  |
|                                                                     | Элтон Мангома         | Коалиция демократов                                                 | 2437      | 0,1  |
|                                                                     | Мельба Дзепаси        | #1980 Движение за свободу Зимбабве                                  | 1899      | 0,0  |
|                                                                     | Вайлет Марияча        | Объединенное демократическое движение                               | 1673      | 0,0  |
|                                                                     | Тимоти Чигуваре       | Народная прогрессивная партия                                       | 1549      | 0,0  |
| Испорченные бюллетени                                               | Испорченные бюллетени | Испорченные бюллетени                                               |           | -    |
| Всего                                                               | Всего                 | Всего                                                               |           | 100  |
| Зарегистрированные избиратели/Явка                                  |                       |                                                                     |           |      |
| Источник: ZBC Архивная копия от 19 сентября 2018 на Wayback Machine |                       |                                                                     |           |      |

## Последующие события
Ещё до официального завершения голосования руководство Альянса ДДП объявило о своей победе. Однако это вызвало резкую реакцию властных структур, предупредивших, что любое лицо, делающее заявления о результатах выборов до официального коммюнике избирательной комиссии, может быть подвергнуто тюремному заключению. В то же время один из членов руководства страны на условиях анонимности заявил прессе, что ЗАНС-ПФ и Мнангагва одержали уверенную победу.
Оппозиция продолжала выдвигать обвинения в подтасовке результатов выборов, опасения высказывали также международные наблюдатели. Хотя по закону итоги выборов должны быть подведены избирательной комиссией в пятидневный срок, ДДП уже 31 июля обвинило комиссию в затягивании времени с целью фальсификации результатов. Отмечалось, что вопреки требованиям закона о том, что результаты голосования по каждому из 10 985 участков должны быть вывешены у его входа, в 20 % случаев это не было сделано. Это означало, что распределение около миллиона голосов не могло быть верифицировано независимыми наблюдателями. Со своей стороны правительство обвинило Чамизу и ДДП-Ц в подстрекательстве к насилию.
В среду, 1 августа, избирательная комиссия объявила, что ЗАНС-ПФ, победившая в сельскохозяйственных районах страны с большим преимуществом, получает большинство в Палате собрания. На момент объявления были получены результаты по 152 из 210 избирательных округов, в 109 из которых победил ЗАНС-ПФ, а в 41 (в основном в городах) — ДДП. Позже было сообщено, что правящая партия набирает две трети мест в Палате собрания (145 из 210) — большинство, необходимое для внесения односторонних изменений в конституцию страны. Хотя результаты президентских выборов ещё не объявлялись, уже полученные результаты стали причиной массовых демонстраций оппозиции, на разгон которых в столице страны, Хараре, были брошены полиция и солдаты. Несколько демонстрантов погибло. Около 30 человек было арестовано, в том числе 8 функционеров Альянса ДДП. Штаб-квартира ДДП была оцеплена полицией.
Окончательные итоги, опубликованные избирательной комиссией в ночь со 2 на 3 августа, означали победу Мнангавы уже в первом туре: он получил 50,8 % действительных голосов (2 460 463 голоса), а Чамиза — 44,3 % (2 147 437). При этом действующий президент одержал победу в шести провинциях из десяти (Масвинго, Южный Матабелеленд, Восточный, Центральный и Западный Машоналенд и Мидлендс), кандидат от ДДП — в четырёх (Булавайо, Северный Матабелеленд, Маникаленд и Хараре).
Нельсон Чамиза и Альянс ДДП отказались признать «подложные» результаты, объявленные комиссией. Хотя Чамиза заявлял, что не верит в независимость судебных органов Зимбабве, его партия была намерена опротестовать объявленные результаты в суде. 10 августа стало известно, что инаугурация Мнангавы, запланированная на 12 августа, была отложена в связи с поданной в Конституционный суд Зимбабве апелляцией на итоги голосования. Спустя несколько дней встречное заявление в Конституционный суд подала правящая партия; согласно закону Зимбабве, суд должен вынести решение в течение 14 дней. 24 августа Конституционный суд единогласно отверг обвинения в фальсификациях и подтвердил объявленные результаты выборов, согласно которым президентом стал Мнангагва.